# Eulalia Lapresta
Eulalia Lapresta Rodríguez (Rueda (Valladolid), 10 de desembre del 1887 - Conca (Castella - la Manxa), 19 de febrer del 1991) va ser una pedagoga espanyola que va treballar per l'educació femenina a Espanya.
Des de 1917 va ser resident i estreta col·laboradora de Maria de Maeztu en l'organització de la Residencia de Señoritas de Madrid, actuant com a Secretària fins a 1936, coordinant les relacions que va mantenir aquest centre femení amb l'Institut Internacional, amb la Junta per a l'Ampliació d'Estudis i Recerques Científiques i amb el Ministeri d'Instrucció Pública. Desapareguda la Residencia de Señoritas com a tal entitat, va seguir com a Secretària del Col·legi Major Santa Teresa de Jesús que va venir a ocupar l'edifici.

## Vida
Era filla i germana de militars i l'esperit castrense que va viure a casa des de nena va fer que influís en ella un caràcter i un pensament barreja de disciplina, liberalisme, tradició, catolicisme i patriotisme, i l'aprovació de la ideologia dels vencedors.
Amb prou feines es conserven dades de la vida d'Eulalia, atès que ha estat eclipsada per la figura de la seva amiga i companya María de Maetzu.
Va néixer a Roda l'any 1887 i va acabar l'escola primària en 1898. En 1917 es va traslladar a Madrid per preparar unes oposicions, instal·lant-se en la Residencia de Señoritas on, només arribar, va començar a col·laborar-hi amb la directora, María de Maetzu en l'organització de la Residencia, en la qual va viure fins al 1936. Van cooperar juntes en les relacions amb l'Institut Internacional, amb la Junta per a Ampliació d'Estudis i amb el Ministeri d'Instrucció Pública. El seu paper va ser crucial en els anys de la Dictadura de 1923 i va ser testimoni d'excepció de la proclamació de la Segona República el 1931, per la relació que va tenir la Residència amb importants homes i dones que van recolzar-ne la victòria.
A Burgos, on es trobava, es va incorporar al Nou Règim després del cop d'estat del 18 de juliol de 1936. En emprar-se també les instal·lacions de la Residència com a hospital, infermeria i orfenat, Eulalia va ajudar a molts residents després de la guerra.
El 14 d'agost de 1942, la Residència va passar a ser estatge del Col·legi Major de Santa Teresa de Jesús sota el patrocini de la Secció Femenina de Falange Espanyola de les JONS, creat anteriorment i dependent de la Universitat de Madrid, i Eulalia va seguir com a secretària del nou centre, amb nova directora i nou règim polític.
Després de la seva jubilació es va traslladar a Conca, on va residir fins a morir el 1991.